# Chaetodon octofasciatus
Chaetodon octofasciatus е вид бодлоперка от семейство Chaetodontidae. Видът не е застрашен от изчезване.

## Разпространение и местообитание
Разпространен е в Австралия, Бангладеш, Виетнам, Индия (Андамански и Никобарски острови), Индонезия, Камбоджа, Китай, Малайзия, Мианмар, Палау, Папуа Нова Гвинея, Провинции в КНР, Сингапур, Соломонови острови, Тайван, Тайланд, Филипини, Хонконг, Шри Ланка и Япония.
Обитава крайбрежията на океани, морета, лагуни и рифове. Среща се на дълбочина от 2 до 20 m, при температура на водата от 23,8 до 29,3 °C и соленост 32 – 34,4 ‰.

## Описание
На дължина достигат до 12 cm.